# Mapiripán
Mapiripán – miasto w Kolumbii, w departamencie Meta.